# Нісський Георгій Григорович
Георгій Григорович Ні́сський (21 січня 1903, Нова Білиця — 18 червня 1987, Москва) — радянський художник; член-кореспондент з 1954 року та дійсний член з 1958 року Академії мистецтв СРСР.

## Біографія
Народився 8 [21] січня 1903 року на станції Новій Білиці (нині Новобілицький район міста Гомеля, Білорусь) в сім'ї станційного фельдшера. Упродовж 1919—1921 років навчався у Гомельській художній школі-студії імені Михайла Врубеля у Олександра Биховського; у 1922—1930 роках — у Вищих художньо-технічних майстернях у Москві у Олександра Древіна, Роберта Фалька. Дипломна робота — картина «Інтернаціонал на „Жиль-Барте“. Повстання французьких моряків в Одесі» (Третьяковська галерея).
Під час німецько-радянської війни залишався у Москві, де протягом 1941—1943 років був співробітником «Вікон ТАРС», створював оборонні плакати. Мешкав у Москві у будику, відомому як «Містечко художників» на вулиці Верхній Масловці, № 9. Помер у Москві 18 червня 1987 року в будинку для літніх людей. Похований у Москві на Кунцевському кладовищі.

## Творчість
Працював у галузях станкового живопису і станкової графіки (у жанрах пейзажу, марини), книжкової графіки. Серед робіт:
живопис
- «Інтернаціонал на „Жиль-Барте“. Повстання французьких моряків в Одесі» (1929);
- «Осінь. Семафори» (1932, Третьяковська галерея);
- «Після відходу білих. 1919 рік» (1933);
- «Боротьба з сільськогосподарськими шкідниками» (1933);
- «На шляхах» (1933, Волгоградський музей образотворчих мистецтв);
- «Зустріч. Севастополь» (1935—1936);
- «Маневри кораблів Чорноморського флоту» (1937, Центральний музей Збройних сил Російської Федерації);
- «Підводний човен» (1937);
- «Затримання японської шхуни» (1938);
- «Улов на Далекому Сході» (1938);
- «На Далекому Сході. Аеродром» (1939—1940);
- «Лінкори на рейді» (1940);
- «Яхти на старті» (1940);
- «Потоплення фашистського транспорту 12 липня 1941 року» (1941, спільно з Володимиром Штранихом);
- «Бій в Ірбенській протоці» (1942);
- «Над Баренцевим морем» (1942);
- «На захист Москви. Ленінградське шосе» (1942);
- «Морський десант» (1944);
- «Канал Москва—Волга» (1945);
- «Підмосковні простори» (1946);
- «Вечір на Клязьмі» (1946);
- «Під Москвою» (1947);
- «Клязьмінське водосховище (Весна на Клязьмі)» (1947);
- «Білоруський пейзаж» (1947, Московський державний університет);
- «Севастополь» (1948);
- «Верхня Волга» (1949, Третьяковська галерея);
- «На водній станції»/«Водне свято» (1949—1950);
- «Веселка» (1950, Дніпровський художній музей);
- «Біля берегів Далекого Сходу» (1950, Феодосійська національна картинна галерея);
- «Порт Одеса» (1950);
- «Морська варта» (1950);
- «Пейзаж із маяком» (1950, Львівська галерея мистецтв);
- «Полустанок (Станція Соняшникова)» (1951);
- «Підмосковна зима» (1951, Челябінський державний музей образотворчих мистецтв);
- «Рибінське море» (1953—1954);
- «Вітрильний спорт. Пестово» (1954);
- «Ранок на Волзі» (1955);
- «Уссурійська затока» (1956);
- «Порт вночі» (1956);
- «За Полярним колом» (1956);
- «Дмитрівський шлюз» (1956, Державний Російський музей);
- «Вихід у море» (1957);
- триптих «На півночі» (1957, Третьяковська галерея);
- «Підмосков'я. Лютий» (1957, Третьяковська галерея);
- «Підмосковна рокада» (1957, Львівська галерея мистецтв);
- «Вечірній вітер» (1958);
- «Зелена дорога» (1958—1959);
- «Бакенщик» (1959);
- «Над снігами» (1959—1960, Державний Російський музей);
- «Колгосп „Загор'є“» (1959—1960, Державний Російський музей);
- «Підмосковна ніч» (1961);
- «120-й кілометр» (1962);
- «Скоро Москва» (1963);
- «На Окружній» (1963);
- «Перед вильотом» (1963);
- «Біля могили друга» (1963—1964, Третьяковська галерея);
- «Суздаль» (1963—1965);
- «Церква Покрова на Нерлі» (1966);
- «Будка» (1967);

графіка
- «Зимовий ліс» (1955);
- «Йде поїзд» (1955);
- «Звенигород» (1955);
- «Берізки» (1955);
- «Дорога на Нехлюдове» (1955);
- «Околиця» (1957);
- «Окружна» (1957);
- «Рокада» (1957);
- «Суворий берег» (1957);
- «Перед ловом» (1958);
- «Весняний вітерець» (1958);
- «Дорога на Рогачеве» (1958);
- «Дорога на Шахни» (1959);
- «Рибалки» (1959);
- «Болотами» (1959);
- «Пересілок» (1959).

ілюстрації книг
- «Людина за бортом» Костянтина Станюковича (Москва, 1930);
- «Записки Василя Сєдих» Костянтина Паустовського (Москва, 1930);
- «Між життям і смертю» Олексія Новікова-Прибоя (Москва, 1930);
- «Цусима» Олексія Новікова-Прибоя (Москва, 1934—1935);
- «Морська душа» Леоніда Соболєва (Москва, 1943).

Автор серії статей і нарисів з питань мистецтва.
Ім'я художника у списку 100 найдорожчих російських художників. Його картину «Над снігами» 2014 року на аукціоні Sotheby's продали майже за 3 000 000 доларів, і вона вважається найдорожчим твором живопису радянського реалізму. 2018 року в Інституті російського реалістичного мистецтва з успіхом пройшла виставка «Нісський. Горизонт».

## Відзнаки
- Бронзова медаль Всесвітньої виставки в Парижі (1937; за картину «Зустріч»)[2];
- Сталінська премія (1951; за картини «Біля берегів Далекого Сходу», «Пейзаж із маяком», «Порт Одеса»)[2];
- Бронзова медаль Всесвітньої виставки в Брюсселі (1958)[1];
- Срібна медаль Академії мистецтв (1964)[1];
- Орден Трудового Червоного Прапора (1973)[1];

почесні звання
- Заслужений діяч мистецтв РРФСР з 1958 року[1];
- Народний художник РРФСР з 1965 року[1].